# Ангеларий (Крстеский)
Ангеларий (в миру Цветко Крстеский, макед. Цветко Крстески, Цветко Крыстев болг. Цветко Кръстев; 25 марта 1911, Долнени — 15 июня 1986, Дреновское ущелье, Социалистическая Республика Македония) — второй предстоятель Македонской православной церкви с титулом «архиепископ Охридский и Македонский».

## Биография
Родился в 1911 году в семье священника Костадина Крстеского.
Во время Второй мировой войны участвовал в народно-освободительной борьбе в Македонии.
В 1945 году был членом Консультативного совета по организации Православной Церкви в Македонии и член Ассоциации православных священнослужителей Народной Республики Македонии.
Принял участие в работе Первого церковно-народного собора в Скопье в 1945 году и священнической конференции в 1946 году.
Был награждён красным поясом, в 1959 году нагрждён крестом а затем становится ставрофорным протоиереем.
С 1961 по 1964 год находился в Мельбурне, где окормлял австралийских македонцев. Основал в Мельбурне первую Македонскую Православную церковь в македонской диаспоре.
После возвращения из Мельбурна в 1964 году, служил в церкви Благовещения в Прилепе.
С 1967 года в юрисдикции новопровозглашённой автокефальной Македонской православной церкви.
Овдовел. В 1972 году был пострижен в монашество. В 1975 году избран и 23 июня 1975 года поставлен во епископа Пелагонийского, викария Скопской митрополии.
С 5 июля 1977 года — митрополит Дебарско-Кичевский.
19 августа 1981 года становится предстоятелем неканонической Македонской православной церкви с титулом «архиепископ Охридский и Македонский и митрополит Скопский».
Вскоре после избрания обратился к архиереям за границей с просьбой о поддержке. Греческий архиепископ Северной и Южной Америки Иаков (Кукузис) в своём ответе Ангеларию писал, что требование македонцами автокефалии неприемлемо для Православной Церкви, поскольку оно исходит из национальных, а не из церковных потребностей: «В аспекте канонического и позитивного права вы никогда не должны были путчистски объявлять свою Церковь автокефальной. Это возвращает Православную Церковь к ереси этнофилетизма, по образцу болгарского экзархата». Архиепископ Иаков особо подчеркнул, что автокефалию не могут предоставить ни клиро-мирянская скупщина, ни политическая власть.
15 июня 1986 года погиб в автокатастрофе в Дреновском ущелье, на пути из Прилепа в Скопье, столкнувшись с рейсовым автобусом «Икарус». Погребён в церкви святого Димитрия в Скопье.